# Военно-морские силы Омана
Военно-морские силы Омана (араб. البحرية السلطانية العمانية‎) — один из видов вооружённых сил Омана. Задачами ВМС Омана являются контроль за судоходством через Ормузский пролив, охрана и оборона портов и побережья, охрана территориальных вод, предотвращение нелегальной миграции, а также незаконного оборота наркотиков и оружия.

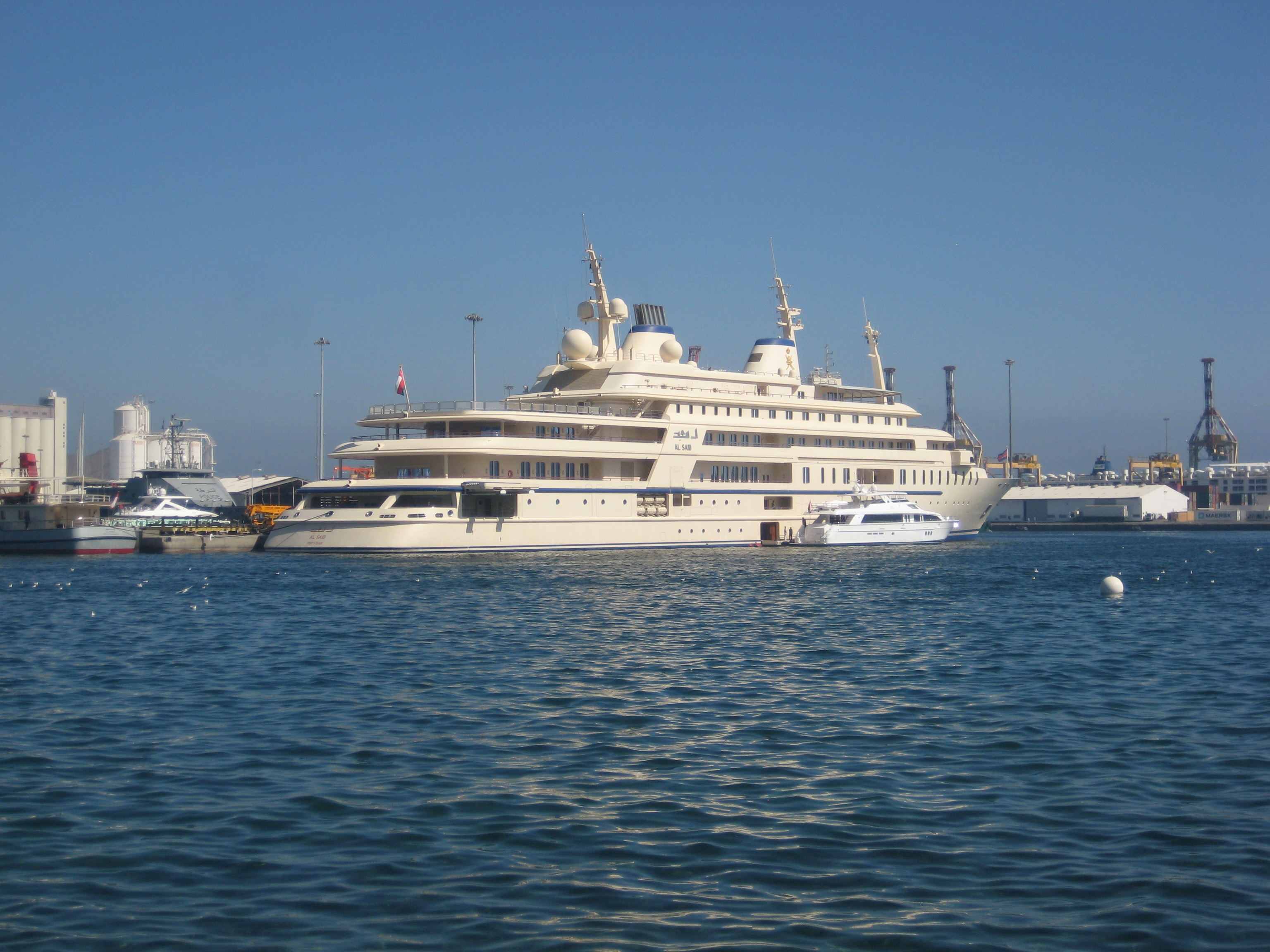
Яхта Al-Said

## История
У Омана фактически не было ВМФ и не была разработана морская доктрина главным образом потому, что в течение последних полутора столетий главная угроза, с которой сталкивалось правительство в Маскате, была наземная: сначала имамат в Низве с 1870-х по 1950-е годы, а затем Дофарское восстание в 1960-х и 1970-е годы. Вооруженные силы Султана в этот период создавались для борьбы с этой угрозой на суше, и эта ориентация на сушу оставалось в основе стратегического мышления и планирования оманской армии в течение всего 20 века.
С 1962 года и до вступления на трон султана Кабуса бен Саида, оманский ВМФ играл более или менее важную роль в конфликте, оказывая военно-морскую поддержку огнем и, в конце 1970-х годов, бомбардировкой прибрежных позиций противника. Он также выполнял полезную логистическую роль, предоставляя транспорт вдоль побережья для дальнейших боевых действий солдат в горах. С открытием и эксплуатацией нефти вскоре стали доступны средства для инвестиций в современный флот, и первые пробные шаги по созданию современного флота были предприняты в конце 1960-х годов. В эти формирующие годы флот существовал как военно-морская часть вооруженных сил султана, а не как отдельная сила, которой он является сегодня. К 1977 году, ВМФ Омана стали более эффективными и мобильными. 
В связи с опасностью проникновения Исламского государства на акваторию Персидского залива генеральный секретарь ССАГПЗ в Эль-Кувейте озвучил возможность создания объединённых военно-морских сил арабских монархий Персидского залива.

## Организационный состав
Численность составляет 4,5 тыс. человек. В ВМС Омана входит флотилия Гвардии Султана и береговая охрана.

## Пункты базирования
Штаб ВМС Омана находится в пригороде Маската. Военные базы расположены в городе Саид-бен-Султан. Также имеется военная база Мина-Салалах.

## Боевая техника
На вооружении ВМС Омана находятся: 
Два корвета типа «Хариф». Водоизмещение - 2 700 тонн (полное). Длина - 99 метра, ширина - 14,6 метра, осадка - 4,1 метра. Максимальная скорость - 25 узлов. Вооружение: две четырёхконтейнерные ПУ ПКР «Экзосет», две шестиконтейнерные ПУ ЗРК MICA-VL, одна 76-мм и две 30-мм АУ. В кормовой части корабля оборудована взлётно-посадочная площадка для вертолёта «Супер Линкс». Корабли были построены в г.Портсмут (Великобритания).  
«Аль-Шамих» (бортовой номер - Q40), вошёл в состав флота в 2012 году 
«Аль-Рахмани» (бортовой номер - Q41), вошёл в состав флота в 2014 году 
Третий корвет этого типа — «Аль-Расих» (бортовой номер - Q42) в настоящее время проходит ходовые испытания 
Два корвета типа «Кахир». Водоизмещение - 1 185 тонн. Вооружение: две четырёхконтейнерные ПУ ПКР «Экзосет», две ПУ ЗРК «Кроталь» (боекомплект - 16 ракет), одна 76-мм и две 30-мм АУ.  
«Кахир Аль-Амвадж» (бортовой номер - Q31) вошёл в состав флота в 1994 году 
«Аль-Муаззар» (бортовой номер - Q32), вошёл в состав флота в 1995 году 
Также на вооружении ВМС Омана состоят: 
четыре РКА типа «Провинс» (бортовые номера - В10, В11, В12, В14) водоизмещением 390 тонн, оснащённые двумя четырёхконтейнерными ПУ ПКР «Экзосет»; 
Учебное судно, используемое в качестве патрульного корабля (бортовой номер - Q30); 
Три больших ПКА типа «Аль-Бушра» (бортовые номера - Zl, Z2, Z3); 
Три десантных катера (ДКА) 
На вооружении отдельного дивизиона яхт султана (единственное в мире подобное подразделение) состоят яхта Al Said, вспомогательное судно Al-Noores, десантный амфибийный корабль Fulk al Salamah, яхта Loaloat Al Behar, учебный корабль Шабаб Оман
На вооружении морской полиции состоят 55 катеров. 